# گورنگا کونگوشا
گورنگا کونگوشا (به صربی: Gornja Konjuša) یک روستا در صربستان است که در پروکوپلیه واقع شده‌است. گورنگا کونگوشا ۶۶ نفر جمعیت دارد.